# Sputnik 6
Este vuelo de prueba de la nave espacial Vostok llevaba dos perros, Pchyolka y Mushka (diminutivo "Abeja" y "Mosca", respectivamente), así como un sistema de televisión y otros instrumentos científicos. Fue el tercer lanzamiento de una cápsula  vostok-1K.
El vuelo duró un día. El reingreso no ocurrió en la órbita según lo previsto. El módulo de descenso se aproximaba a su órbita cuando fue destruida por una explosión deliberada. La nave espacial de pruebas Vostok llevaba cargas explosivas para evitar que cayese en manos extranjeras. La destrucción de la nave impidió una recuperación exitosa.

| Predecesor: Sputnik 5 | Programa Sputnik 1960 | Sucesor: Sputnik 7 |